# Ornässtugan

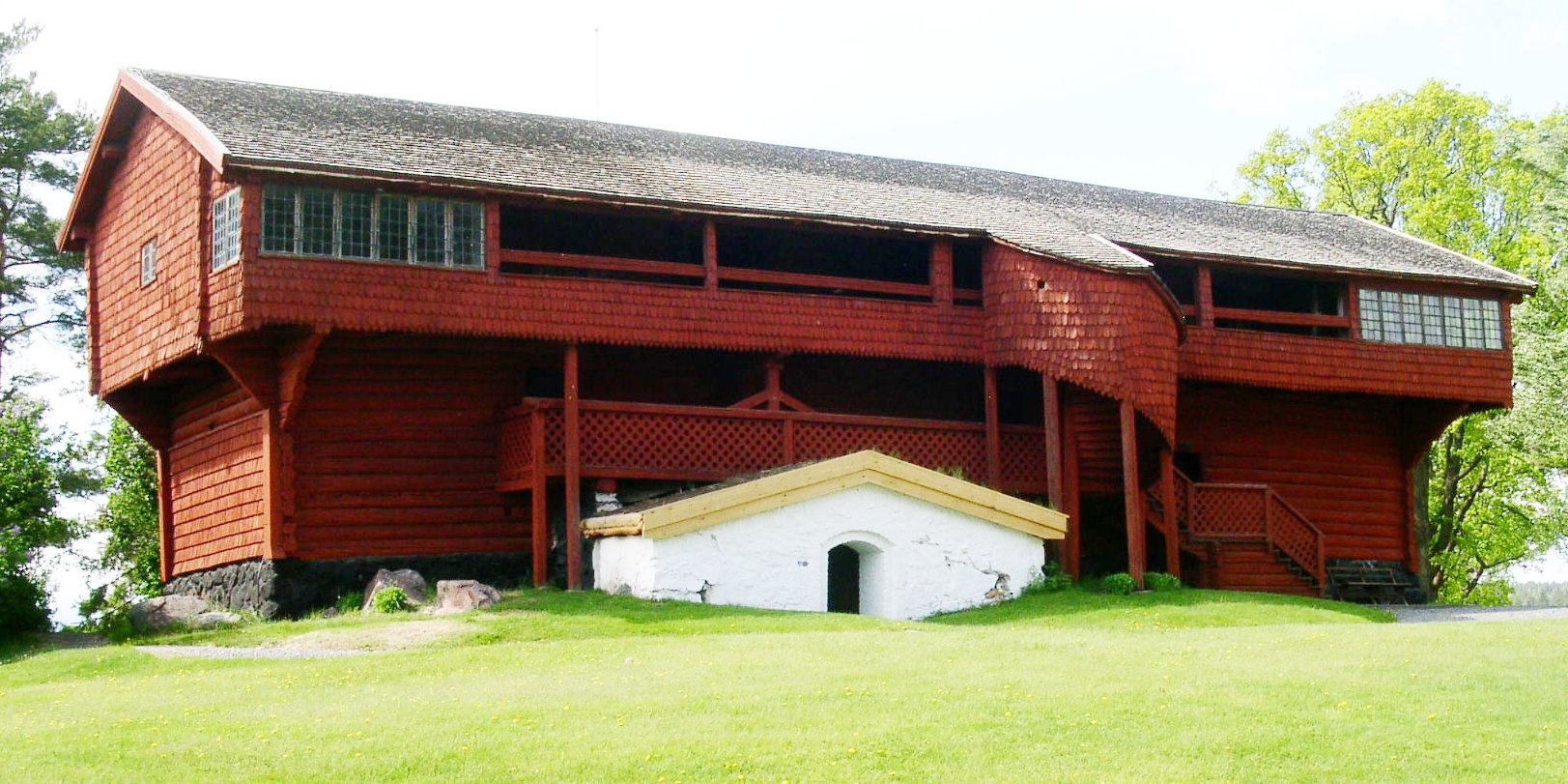
Ornässtugan i Dalarna, en loftbod från 1500-talets början.

Ornässtugan, eller Ornäsloftet, i Ornäs i Borlänge kommun, Dalarna, är en byggnad från 1504/05 och ett av Sveriges äldsta museer. Museiverksamheten började redan i mitten av 1700-talet. Den dåvarande ägaren, Jacob Brandberg, samlade in föremål som anknöt till Gustav Vasas öden och äventyr i Dalarna, där Ornässtugan hade spelat en viktig roll. Sedan 1935 är hela området med fyra byggnader (loftbyggnaden, bostadshuset, uthuslängan och smedjan) ett lagskyddat staligt byggnadsminne. Byggnaden ägs och förvaltas av Statens fastighetsverk.

## Historik

### Allmänt

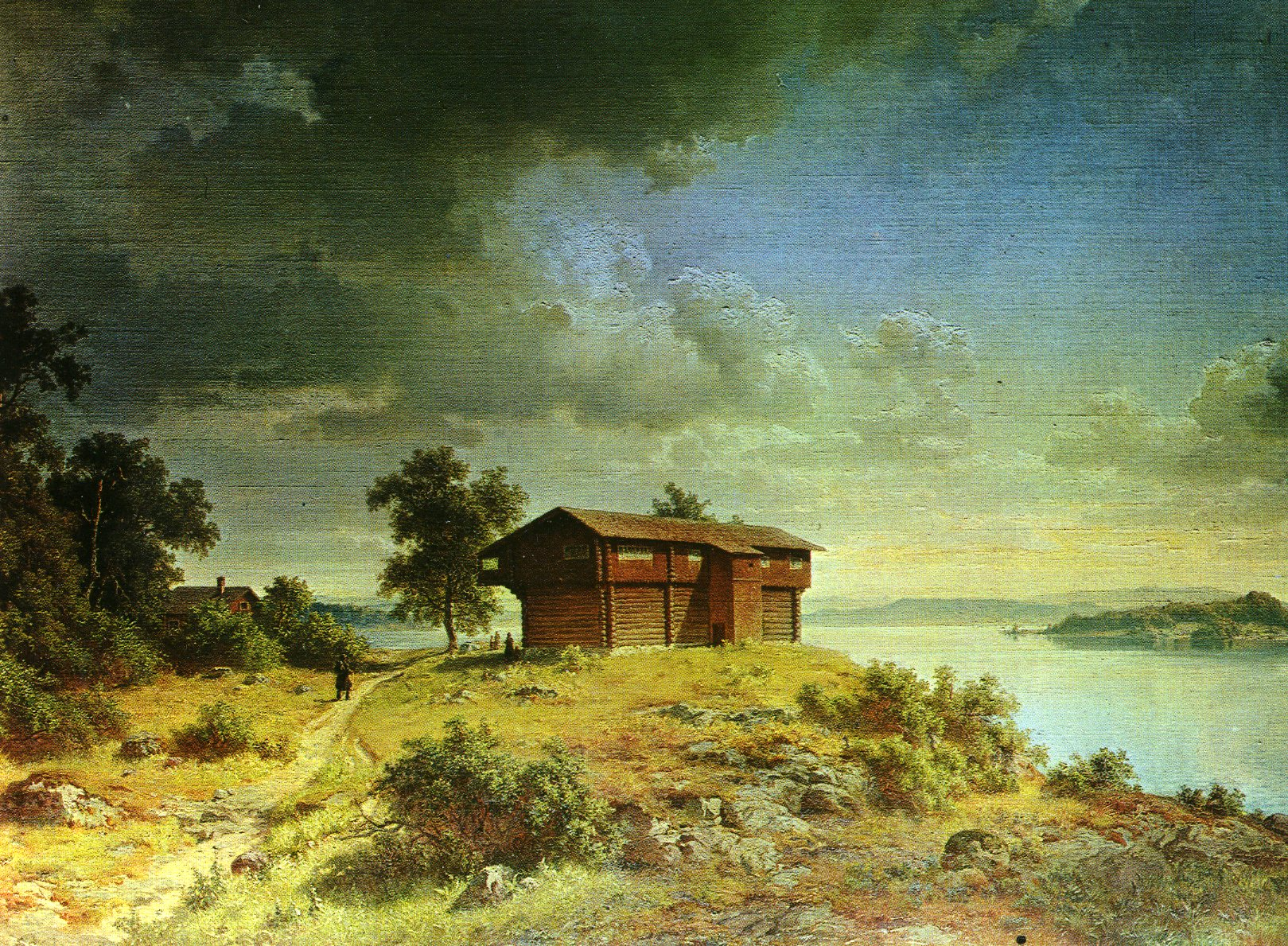
"Utsigt af Ornäs", målning av Edward Bergh från 1800-talets mitt.

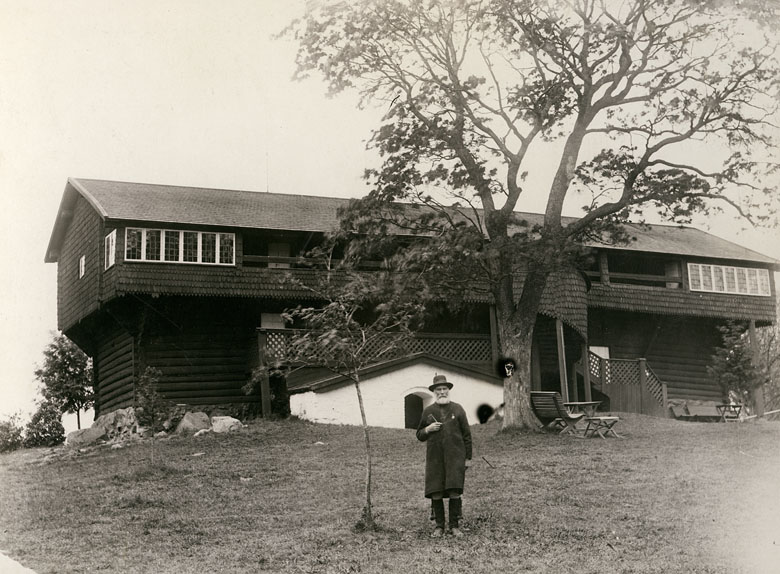
Ornässtugan på ett äldre fotografi.

Ornäs nämns tidigast 1368 i bevarad text. Gården förvärvades troligen på 1490-talet av bergsmannen och fogden över Silvberg Stig Hansson, och blev då bergfrälseegendom. Timret i Ornässtugan är enligt dendrokronologiska analyser fällt 1504. Övervåningen var på 1500-talet gästbostad och markplanet var ett förråd. Byggnaden ingick i en kringbyggd gård. De sista av de övriga byggnaderna i gården revs på 1700-talet.  
Under 1750-talet restaurerades loftet av dåvarande ägaren Jacob Brandberg, som här också skapade ett Vasamuseum. Utställningen är fortfarande densamma som vid öppnandet 1758. Detta gör den till världens äldsta bevarade utställning, i ursprunglig byggnad. I samband därmed tillkom östfasadens spiraltrappa och räcken samt övervåningens småspröjsade fönster. Ornässtugan tillsammans med vaktmästarbostaden, som ligger bredvid, samt jordområde och inventarier inköptes av staten år 1897 för 7,150 kronor och ställdes under vård och inseende av Överintendentsämbetet.

### Loftboden
Loftbyggnaden är uppförd av liggtimmer i två våningar med utkragad övervåning under spåntäckt sadeltak. På västfasaden finns ett utbyggt avträde. Östfasaden har utvändigt en inklädd spiraltrappa. Timmermansarbetet är av mycket hög klass, bland annat utfördes sexkantiga knutskallar. Övervåningens fasader är spånklädda och hela byggnaden är rödfärgad i falu rödfärg. Under byggnaden finns en stenkällare med två kryssvälvda rum, vilka nås genom en sadeltäckt svale av putsad och vitkalkad sten. Källaren på Ornässtugan är en av de äldsta profana medeltidskällare som finns bevarade i Dalarna.

### Bostadshuset
Bostadshuset ligger direkt öster om loftboden. Huset är troligen uppfört på 1750-talet som gårdens mangård och hade då två våningar och mansardtak.
Övervåningen revs efter en brand i slutet av 1800-talet. Byggnaden är uppförd av timmer med ett tegeltäckt sadeltak. Fasaderna är klädda med locklistpanel och rödfärgade.

### Smedjan
Smedjan ligger vid Ösjöns strand på behörigt avstånd väster om gårdsbebyggelsen. Byggtiden är okänd. Smedjan är uppförd av rödfärgat timmer i en våning med ett tegeltäckt sadeltak. 

## Berättelsen om Gustav Vasas besök
Under sin flykt från danskarna i november 1520 lämnade Gustav Vasa Rankhyttan för att gå längs sjön Runn mot Ornäs. Där bodde en gammal kamrat från tiden i Uppsala, Arendt Pehrsson Örnflycht, och hans hustru Barbro Stigsdotter. Enligt traditionen stödde Arendt och hela hans släkt kung Kristian. Gustav ska ha blivit vänligt mottagen och beretts sovplats i gårdens loftkammare. 
Arent Persson for iväg för att få hjälp med att tillfångata Gustav nästa dag. Barbro Stigsdotter började ana oråd och tillsammans med drängen Jakob Jakobsson hjälpte hon Gustav att fly från gården genom avträdet på loftets baksida. Med Jakob som kusk begav sig en släde med Gustav ut över sjön Runn mot Svärdsjö. 
"Det sägs att Arendt trots detta fortsatte att dela säng med sin hustru, men att han aldrig mer talade till henne".
Detta är en sägentradition från 1600-talet som användes av Anna Maria Roos. I Peder Svarts krönika är det i stället Arendt Perssons svärfar som är förrädaren med dansktycke. Nutida forskningsresultat tyder på att Arendt Pehrsson Örnflycht inte alls förrådde Vasa. När Vasa blivit kung belönades också Arendt medan hans svärfar dömdes till döden, "för det uppenbara förräderiet mot vårt fosterland".